# Cratere Miyabaru
Miyabaru è un cratere sulla superficie di 25143 Itokawa.